# Trombón
El trombón es un instrumento de viento metal. Su sonido se produce gracias a la vibración de los labios del intérprete en la parte denominada boquilla a partir de la columna del aire (flujo del aire).
Las diferentes notas se obtienen por el movimiento de un tubo móvil, denominado vara, que al alargar la distancia que debe recorrer el aire en vibración, produce de este modo sonidos que también se pueden controlar con la presión del aire soplado por el intérprete en la vara. Se diferencian siete posiciones distintas a lo largo de la vara. Cuanto más se alarga la columna de aire con cada posición, el sonido producido es más grave que en la anterior. Sin embargo, también existen trombones con válvulas. Al igual que casi todos los instrumentos de esta familia de viento-metal, el trombón de varas es de latón (aunque actualmente muchas fábricas optan también por el cobre y los baños de plata) y consiste en un tubo cilíndrico y abierto enrollado sobre sí mismo.
Durante los periodos barroco y clásico se usaba mucho en la música religiosa, y desde el siglo XIX es imprescindible en la gran orquesta sinfónica. También se utiliza en la música de jazz, donde, además de ser un instrumento clave para la big band, interpreta pasajes solistas. En la familia del trombón hay muchas variantes con distintas tesituras y tamaños. En la orquesta se suele usar el trombón tenor y a veces el bajo. A estos dos, no se los suele considerar instrumento transpositor, aunque en los ensambles de metal británicos su música está transportada a si bemol.
Otras formas musicales en las que se emplea son la salsa y el merengue.
Al músico que toca el trombón se le denomina trombonista.

## Construcción

1. Brazo de la bomba de afinación.
2. Boquilla o embocadura.
3. Pabellón o campana.
4. Llave de desagüe.
5. Vara principal.
6. Puente de soporte.
7. Puente de soporte.
8. Rosca de encaje de la vara.

El instrumento se compone de las siguientes partes:
- Boquilla o embocadura: pieza pequeña y hueca que se adapta al tubo del trombón para que el intérprete sople, de modo que los labios se apoyen en los bordes, vibren y produzcan el sonido primario. El trombón tiene una boquilla que determina su timbre.
- Pabellón o campana: ensanchamiento final del tubo.
- Vara: tiene forma de U y se mueve en siete diferentes posiciones con distinta longitud del tubo. La vara del trombón no permite grandes velocidades cuando se toca, pero es perfecta para interpretar glissandos (escala rápida entre dos notas).

## Tipos

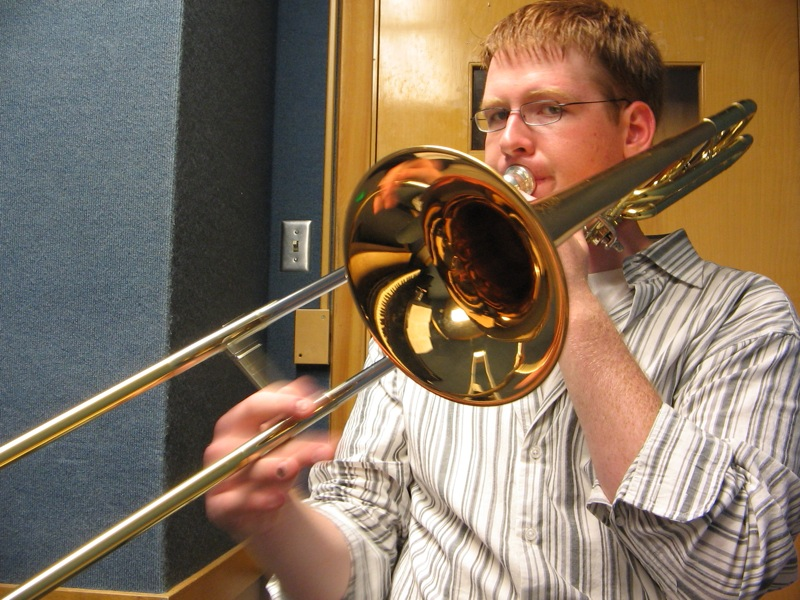
Trombón de varas

Los trombones se pueden clasificar según el sonido particular de las notas y claves que emiten. La altura de las notas se modifica utilizando un sistema de válvulas y pistones. Su sonido es distintivo, y exagera cualquier imprecisión en la entonación.
- Trombón soprano o trombón piccolo. Es el más pequeño de toda la familia de los trombones. Se puede encontrar en dos tonalidades, tanto en mi bemol una octava más aguda que el trombón alto o en si bemol una octava más aguda que el trombón soprano. Utiliza la misma boquilla que una trompeta piccolo, estando en la misma tonalidad y siendo su equivalente.

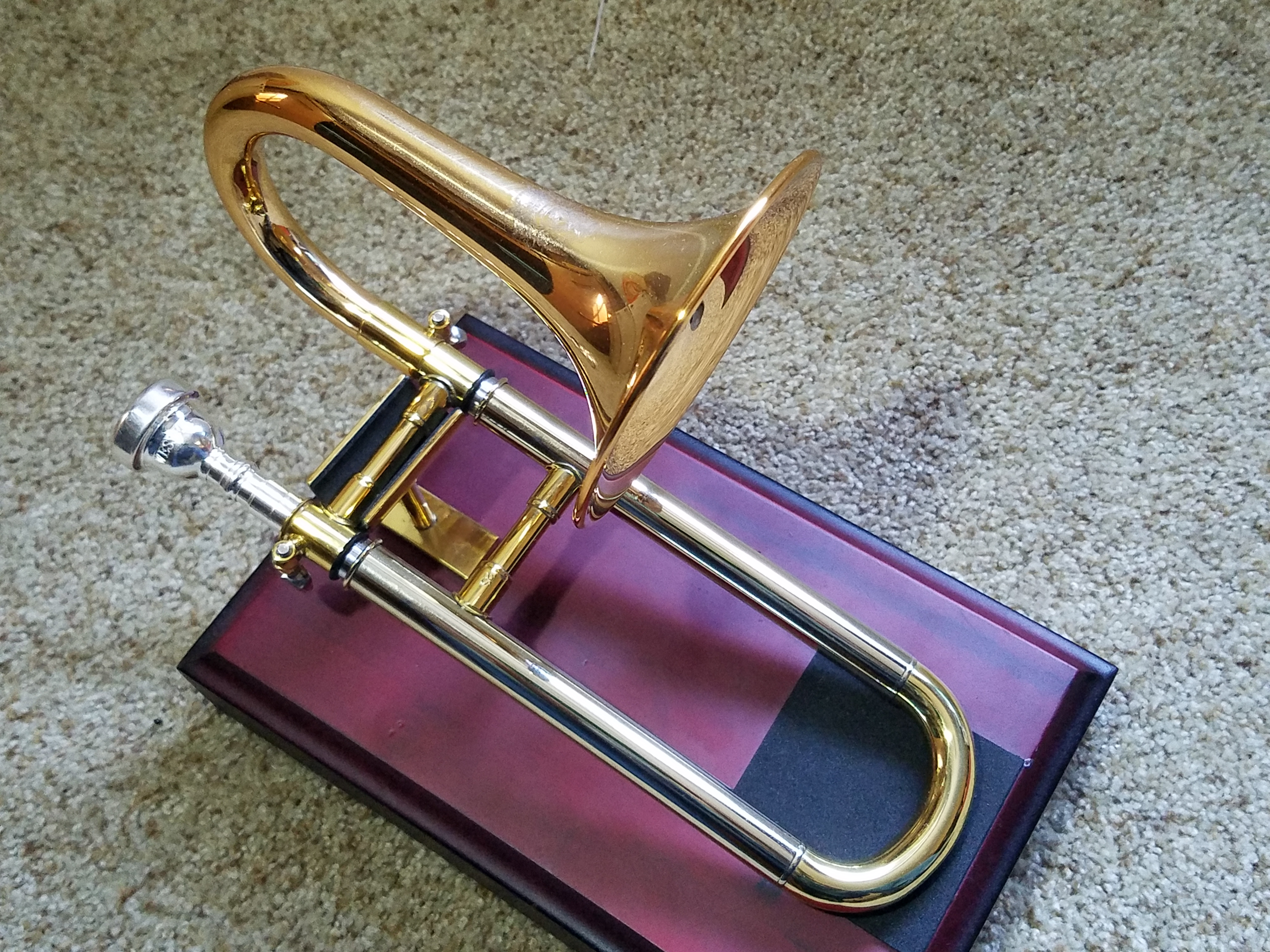
Trombón soprano o trombón piccolo

- Trombón soprano o trompeta "slide". Es utilizado sobre todo para tocar jazz. Se encuentra en la tonalidad de si bemol una octava más aguda y el trombón tenor además utiliza la misma boquilla que la trompeta.

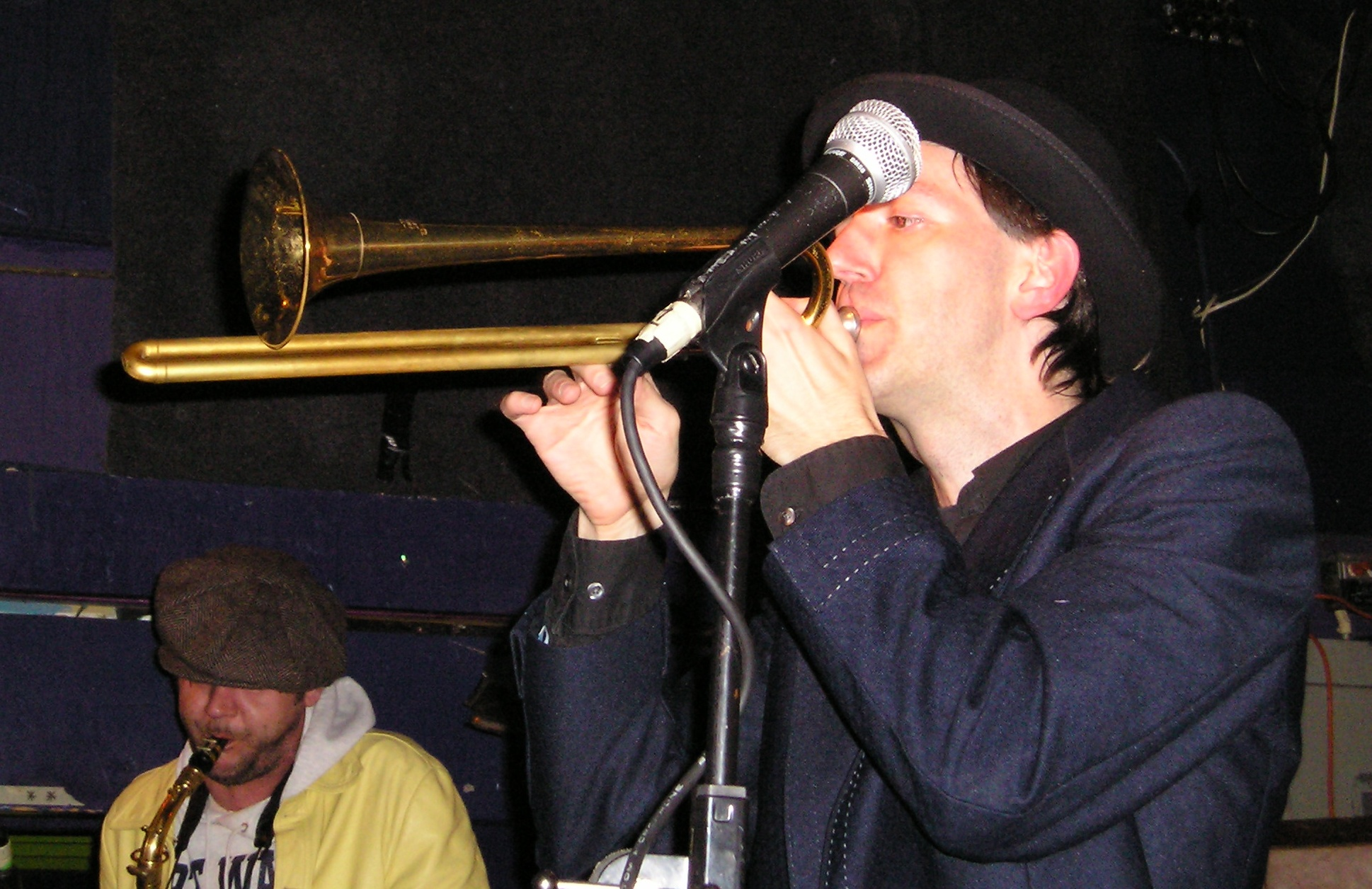
Trombón soprano o trompeta "slide"

- Trombón alto. Puede ser o no transpositor. Se encuentra en una tonalidad de mi bemol, y es utilizado normalmente en conjuntos orquestales. Emplea la misma boquilla que el trombón tenor.

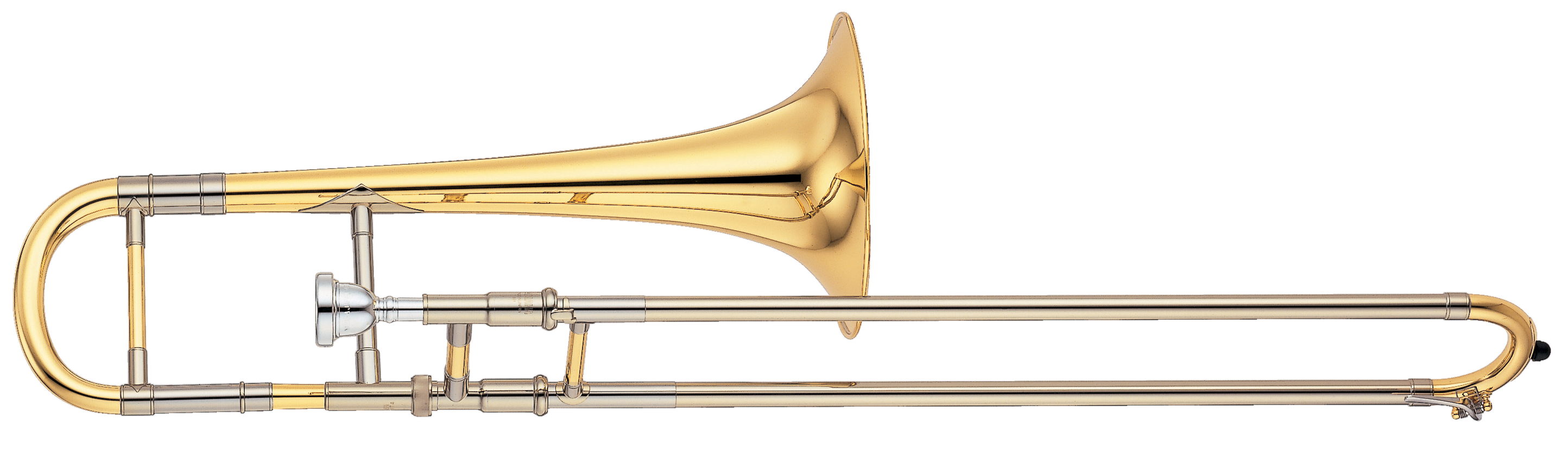
Trombón alto

- El trombón tenor se encuentra en la tonalidad de si bemol y no es transpositor.
- El trombón tenor bajo es el más utilizado de todos los trombones. Es transpositor y se encuentran en la tonalidad de do, aunque la primera nota es un si bemol. Usa una boquilla específica para él. Tiene un total de 7 posiciones y es el más conocido.

Trombón tenor bajo

- El trombón bajo es uno de los trombones más conocidos. Está afinado en si bemol, la misma tonalidad que el trombón tenor, pero se caracteriza por ser doblemente transpositor: se puede encontrar en fa natural (igual que el trombón tenor), o bien en fa sostenido. Se puede utilizar cualquiera de las dos transposiciones o incluso las dos juntas. Si el trombón bajo permite utilizar todas las transposiciones por separado o juntas se le llama transpositor independiente, mientras que si solo deja utilizar las dos juntas se le denomina trombón dependiente. También utiliza una boquilla especial para él.

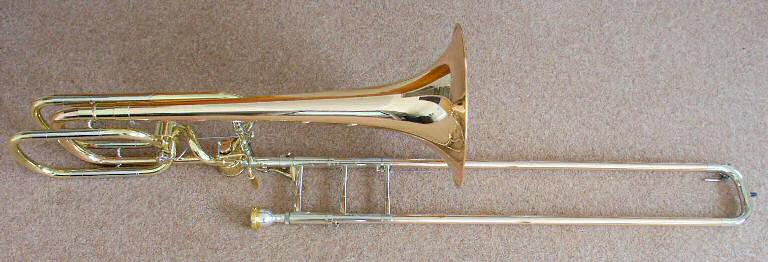
Trombón bajo de varas

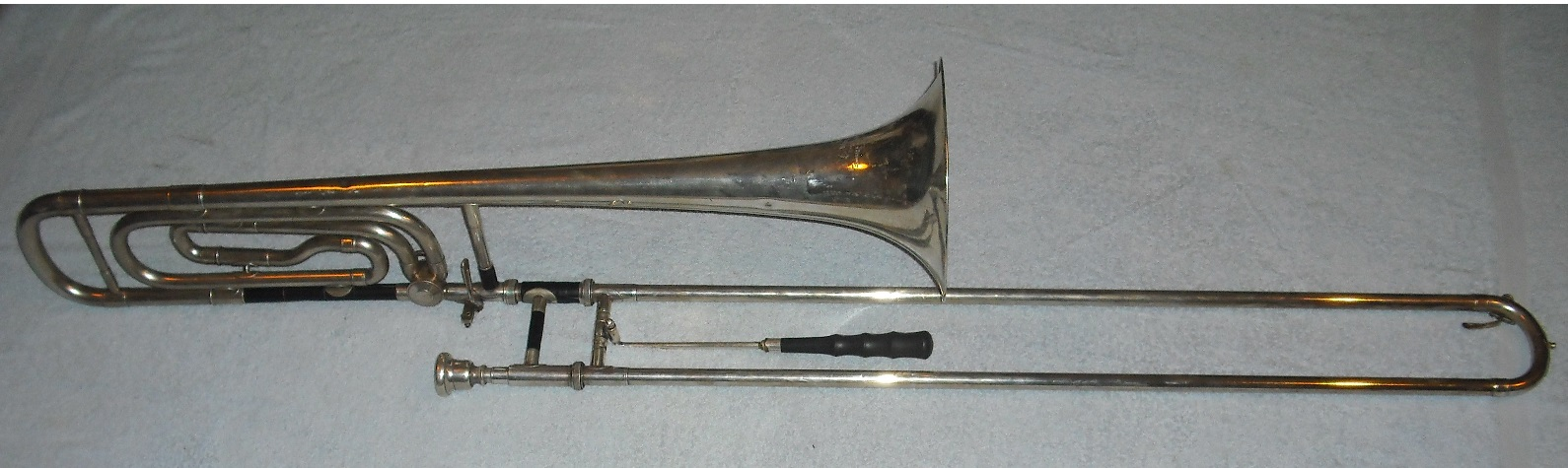
Trombón tenor bajo

- Trombón contrabajo. Puede tener o bien dos varas o bien un tubo más largo que el del trombón bajo. Se encuentra en la misma tonalidad en fa que el trombón bajo, y utiliza una boquilla igual.

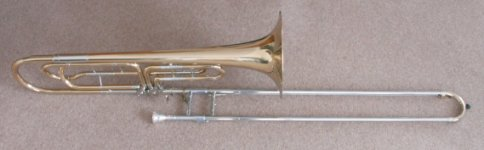
Trombón contrabajo

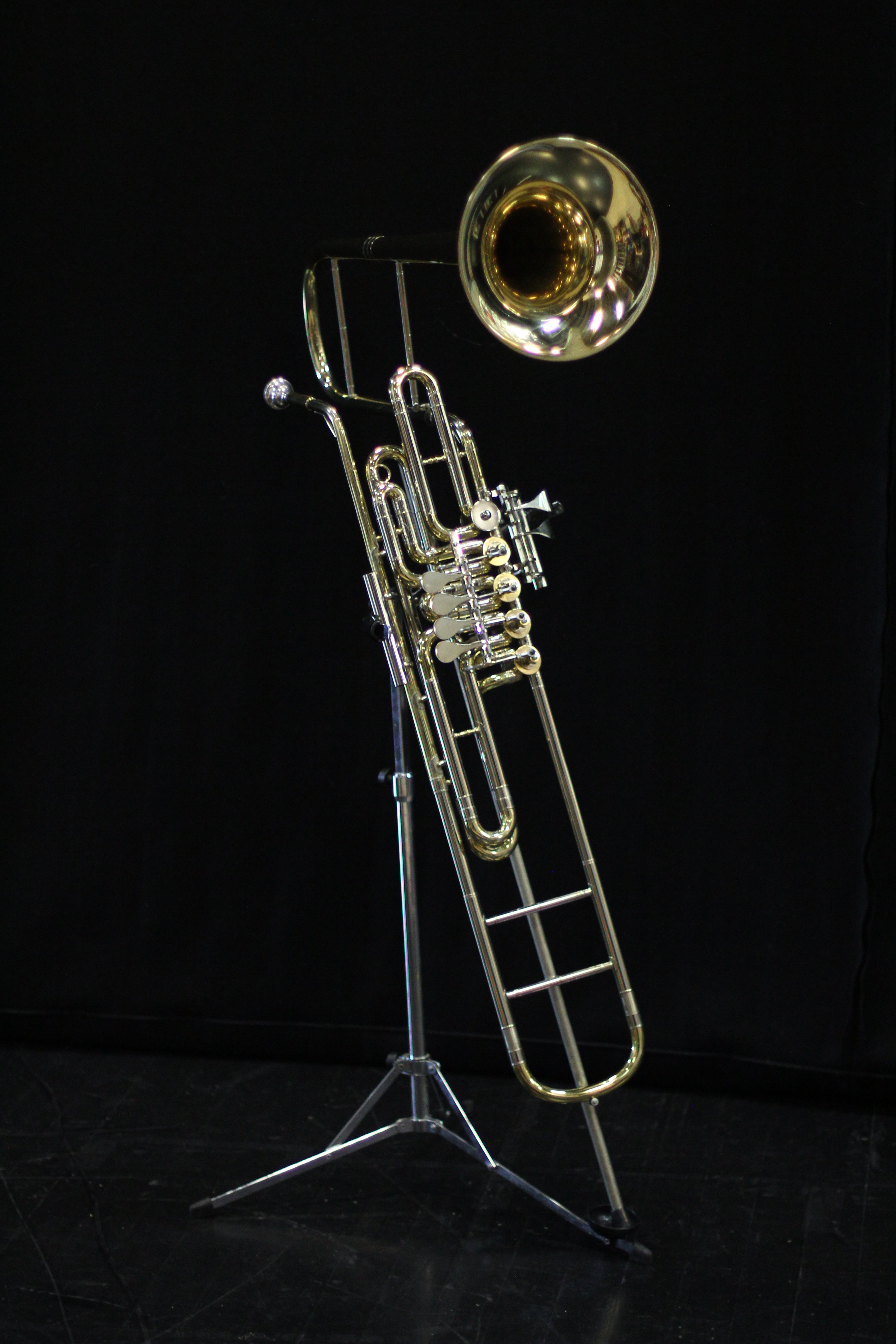
Cimbasso en F

- Cimbasso. Es el instrumento de la familia que más diversidad tiene en cuanto a los sonidos que puede emitir, empezando con el trombón piccolo (del que tiene un sonido igual o muy similar) o la trompeta piccolo. Así mismo, puede emular a un trombón soprano (que tiene un sonido igual o muy similar al de la trompeta común); al trombón alto (con un sonido más agudo que el del trombón tenor pero más grave que el del trombón soprano o el de una trompeta); o a un trombón tenor (que es muy común para las personas que quieren empezar con este instrumento). También puede recrear el sonido del trombón tenor bajo (el más común de todos, con una boquilla concreta y una tonalidad muy asequible) y el de un trombón bajo (que tiene la misma tonalidad que el trombón, solo que con dos transposiciones posibles y con una boquilla más grande) y el trombón contrabajo (con la misma tonalidad que una tuba). El cimbasso puede reproducir el sonido de la familia de los trombones, en la que se encuentran desde un instrumento con la tonalidad de una tuba hasta un instrumento con la tonalidad de una trompeta.

## Historia

### Orígenes y antecedentes del trombón
El trombón, como los otros instrumentos de viento, tuvo su origen en la barra hueca y los cuernos de los animales.
En el 3000 a. C., cuando el hombre descubre los metales, empieza ya a hacer instrumentos musicales. Se ha demostrado que los chinos, los asirios y los babilonios ya tenían instrumentos de metal con forma de trompetas rectas con embocadura. Los hindúes poseían también instrumentos parecidos a las trompetas rectas. En la tumba de Tutankamón (1350 a. C.), se encontraron trompetas: dorado y plata, cortas y de sonidos agudos. Los hebreos tomaron las trompetas de los egipcios. En el Antiguo Testamento aparece documentado este hecho; es más, se dice que Moisés estableció normas para su construcción. En la marcha hacia la Tierra Prometida, relatada también en el Antiguo Testamento, el ejército de Josué debió contar con ellas, en concreto los shofars, construidas con cuernos de animal, ya que según la Biblia derribaron las murallas de Jericó.
Grecia y Roma heredaron la cultura musical y los instrumentos de estos pueblos. La trompeta metálica tenía una gran importancia para los griegos, que la usaban en actos religiosos y en los Juegos Olímpicos, donde se celebraban también competiciones de intérpretes de trompetas. Uno de estos trompetistas fue Herodoro de Megara (siglo III a. C.), que se hizo famoso tocando dos trompetas a la vez, habilidad con la que ganó diez campeonatos. Estas trompetas tenían tubo cónico y recto, y provenían de las egipcias. Verdi hizo construir reproducciones de estos instrumentos para el estreno de su ópera Aida con motivo de la apertura del canal de Suez en 1870, aunque debido a la guerra franco-prusiana y a la lentitud de este, no pudo representarse hasta un año después en El Cairo.
Los romanos usaban las trompetas para acompañar sus cantos guerreros y en sus fanfarrias heráldicas. Podían ser de tres tipos: el lituus, curvado y de sonido agudo, que utilizaba la caballería; la tuba, recta y de sonido más grave, para la infantería; y la bocina, en forma de espiral y que produce sonidos aún más graves.
Para facilitar el manejo y ampliar el registro de sonidos armónicos alargando la tubería se desarrolló la curvatura del instrumento. Esto aparece documentado en el Epitome Institutorum Rey Militaris, de Vegio Renato Flavio (siglo IV).
En el siglo XI, la tuba romana se alarga y hace más estrecha ensanchando el pabellón, como influencia de las trompetas musulmanas que llegaron a Europa con las invasiones. Un poema del siglo XI menciona las Trompas y Buisines, como «largas trompetas de pabellón ensanchado, en cobre o plata». En España, y en las cantigas de Alfonso X El Sabio (siglo XIII), se cita, entre otros instrumentos, la anafilos o trompeta recta de origen romano. Los franceses le llamaban buisine, como aparece en la Chanson de Roland.
Por un encargo de Federico II a la villa de Arezzo, en 1240, se construyeron dos tipos de trompetas: la trombetta, pequeña y de madera, y la bucina, grande y de metal. En 1783 se descubrieron entre las ruinas de Pompeya dos grandes trompetas construidas en bronce con embocadura de oro, una de las cuales, parece ser, pertenecía a la colección del Rey de Nápoles Windsor. Los turcos usaban una trompeta llamada surme.
Durante la Edad Media los instrumentos de embocadura mantuvieron sus nombres primitivos: lituus (corneta), tuba (trompeta) y buccina (trompeta grande o trombón). En esta época también aparece un instrumento llamado serpentón, con forma de "S" (de ahí su nombre). Este instrumento tenía seis agujeros, tres para cada mano, y una boquilla metálica.
En Alemania la denominación buccina fue convirtiéndose en busan, pusun y pousane, término que aplicado al trombón ha llegado a nuestros días y que se mantiene en los países germánicos y del centro y norte de Europa. El nombre de trombón, del italiano trombone, o trompeta grande, se mantuvo hasta el siglo XVIII y es el usado en los países latinos, Inglaterra, América Latina y Norteamérica.
La curvatura de las barras que después llevaría a la vara corredera aparece documentada por primera vez en los grabados y pinturas del siglo XIV, en dos láminas de «Ángeles músicos» (derecha) del siglo XV pintados por fray Angélico en Italia y por Hans Hemling en los Países Bajos. En estas ilustraciones se ve un ángel tocando una trompeta cuya boquilla sostiene con los dedos, por lo que se supone que se introducía y se sacaba del tubo para variar los sonidos. Algo parecido a lo que se llamaría tromba di tirarsi, trompeta cuya boquilla hacía de corredera en el tudel, y que posiblemente utilizó Johann Sebastian Bach.
Una obra de Virdung, impresa en Bále hacia 1511, menciona el busaun como “instrumento de tubos que se prolongan”. En 1590, el francés Guillaume, canónigo de Auxerre, inventa un instrumento que llama bucsen a cozilise, lo que quiere decir bocina de varas. Consistía en dos tubos largos, en forma de grandes bombas, que se alargaban. Tenía una forma rudimentaria y un sonido áspero, y era usado en fanfarrias y bandas militares, pero pronto cayó en desuso.
Entre los siglos XV y XVI aparecen las varas tal como han llegado a nuestros días. Su forma actual puede verse en pinturas, relieves, marfiles y manuscritos de la época. En la Biblioteca Nacional de París hay un manuscrito de 1457 con una miniatura donde se ven trompetas graves en forma de sacabuches. Sacabuche proviene de los verbos franceses saquer, que significa tironear, y bouter, presionar; es decir, literalmente significa tirar y presionar, para representar el movimiento de la vara. Este era el nombre que daban los franceses al trombón de varas. También podría venir del parecido del instrumento con un arma empleada en la época para las acciones de asalto, consistente en una especie de garfio largo utilizado para descabalgar al jinete enemigo, aunque esto es menos probable. Este instrumento era parecido al actual trombón de varas, pero de menor tamaño.
Al contrario que en el caso de los órganos o los instrumentos de cuerda, la construcción de instrumentos de viento no puede localizarse en ningún país en concreto, porque aparecen por toda Europa. No obstante, pueden destacarse constructores alemanes, flamencos e ingleses. En la construcción de trombones destaca la ciudad alemana de Núremberg, donde nacieron los Neuschel, artesanos del cobre y un tanto responsables de la evolución del trombón en el siglo XVI; de hecho, uno de los trombones más antiguos que se conservan fue construido por Jörg Neuschel (Núremberg 1557). Gracias a su reputación, los Neuschel tuvieron encargos de las cortes europeas, incluso del papa León X. Núremberg también fue la ciudad natal de Erasmus Schnitzer (nacido en 1551), el constructor de otro de los trombones más antiguos. Entre los flamencos destaca Pieter Bogaerts, de Amberes, y Hemy van der Moer, de Malinas (siglo XV). El Parlamento francés registra y reconoce en 1680, la construcción de instrumentos de viento, ente ellos los Raoux y Courtois. Los Courtois aún se siguen fabricando. En Inglaterra se menciona a la familia Distin (1798), como constructores de la trompeta de varas, instrumento que aún se suele usar en aquel país.

### ElsigloXVIII
El auge moderno del trombón en la orquesta empieza a partir de 1767 con la ópera de Christoph Willibald Gluck, Alceste.
Durante el siglo XVIII el acampanamiento del pabellón del trombón se hizo más pronunciado y los soportes móviles se sustituyeron por abrazaderas firmemente soldadas. La primera parte del siglo fue también testigo de un declive general en la utilización del instrumento. Pero esta tendencia se invirtió a finales del siglo, cuando las bandas militares encontraron útil el trombón y cuando sus asociaciones eclesiásticas y sobrenaturales lo introdujeron en las óperas de Gluck y Mozart.
Mozart utiliza los trombones para producir ciertos efectos dramáticos en sus óperas La flauta mágica y Don Juan y lo utilizó en varias de sus obras sacras, como por ejemplo en la Missa solemnis, Missa en do menor o en el Réquiem. Beethoven sólo lo utiliza en las sinfonías quinta, sexta y novena. Schubert lo empleó en sus últimas sinfonías y Weber, en sus óperas, mostrando el efecto maravilloso de los trombones en una armonía muy suave. Georg Friedrich Händel (1685-1759) le dio una especial importancia en los oratorios Israel in Egypt (1738) y Saúl (1738) y es posible que en El Mesías. Su contemporáneo Johann Sebastian Bach (1685-1750) lo empleó en muchas de sus composiciones, especialmente en cantatas, aunque nunca le asignó un solo, cosa que hizo con casi todos los instrumentos, y lo empleó siempre para reforzar las voces doblando sus partes. Como Händel lo usó con cautela y sin apartarse de la rutina. Johann Mattheson (1713) hizo hincapié en su gran sonoridad, aunque reconocía que fuera de la música sacra era de poco uso. Franz Joseph Haydn (1732-1809) lo destacó en Die Schöpfung (1798).
En el siglo XVIII se escribieron los primeros conciertos para trombón, pero estos conciertos no eran para el trombón tenor que se usa hoy en día sino más bien se parecería al trombón alto. Algunos otros compositores de esta época fueron Leopold Mozart, Michael Haydn y Johann Georg Albrechtsberger.
En Alemania los sacabuches se usaron en algunas ocasiones en el acompañamiento de corales. Su registro cromático los hacía perfectos para estas funciones, lo que las trompetas y trompas no podían realizar por no poder variar sus notas fundamentales, circunstancia que les impedía llenar los claros de las series armónicas.
En la zona alemana el trombón perdura para la música religiosa. La Corte de los Habsburgo contrataba a compositores tanto alemanes como italianos (Fux, Caldara, Ziani) en cuyas obras sacras, destacaban muchos y bonitos solos para trombón.
Debido a esto, desde Alemania hubo voces en contra de esta utilización del trombón fuera del ámbito religioso, ya que era considerado como una profanación.
En el siglo XVIII en la música austriaca el trombón tuvo un importante papel. Cuando los altos y los tenores del coro no cantaban, se tocaban largos solos. Estos pasajes que tenían igual importancia que las voces eran sacados de una gran variedad de música encontrada entre la Liturgia romana de la Iglesia católica. El trombón de usaba en misas, oratorios, el “Salzburg Schuldramen”, vespers, letanías y antífonas.
Existieron tres grandes trombonistas en el siglo XVIII: Thomas Gschlatt de Salzburgo, Anton Bachschmidt de Melk y Leopold Christian de Viena, que era el más joven de los tres. Los tres vivieron en la misma época. La Stadtpfeifer tradición en Austria todavía producía trombonistas que inspiraban a compositores como Leopold Mozart, Johann Michael Haydn, Johann Georg Albrechtsberger, Georg Christoph Wagenseil, e incluso Wolfgang Amadeus Mozart.
Thomas Gschlatt (1723-1806) tocaba el trombón alto. Compositores como Leopold Mozart, Michael Haydn y Johann Georg Albrechtsberger. le escribieron composiciones exclusivas para él.
Anton Bachschmidt (1728-1797) fue un músico capaz de tocar el violín y el trombón en el monasterio de Meltz, Austria. Fue el último de tres generaciones de Bachschmidts todos ellos Thurnermeisters. Un Thurnermeister (literalmente maestro de la torre) era el encargado de un pequeño grupo de músicos (Stadtpfeifer). Compositores como Melk hicieron composiciones para él.
En la Capilla de la Corte de Viena aparecen, en las nóminas de 1680 a 1770, los nombres de cinco trombonistas con el apellido Christian. En concreto, dos de ellos —Leopold Christian Jr. y Leopold Christian— estaban muy bien pagados y eran muy conocidos por su habilidad como solistas. Dos Maestros de Capilla de la Corte, Johann Georg Reuter (1708-1772) y Georg Christoph Wagenseil (1715-1775) escribieron composiciones inspirándose en el talento de Leopold Christian Jr., incluyendo un concierto de Wagenseil.
El trombón fue un importantísimo instrumento en la música sacra del siglo XVIII. Esto dificultó su mayor alcance y uso en la música profana hasta la llegada de las bandas militares en el siglo XIX. La contribución del trombón como instrumento melódico en la música sacra del siglo XVIII ha sido pasada por alto durante mucho tiempo; en nuestros días esto ha cambiado y se ha reconocido la importancia del trombón en dicha época.
Se cree que algunos trombonistas de Alemania y de Austria pasaron a Francia y a Inglaterra durante los últimos 20 años del siglo XVIII para introducir de nuevo este instrumento en esos países, pero ya no únicamente con finalidad religiosa si no con una finalidad militar, de orquestas de danzas...
En Alemania, además del trombón tenor era representativo el trombón alto, como se aprecia en algunas de las composiciones de Albrechtsberger (maestro de capilla de la abadía de Melk), en concreto su famoso Concierto para trombón alto así como la participación de este instrumento en otras obras como en la antífona Alma redemptoris mater en la que en uno de sus tres movimientos comprende solos de trombones altos y tenores. Además en la cercana abadía de Gottweig, fue nombrado en 1736 organista y compositor Zechner quien escribió numerosas composiciones que incluían a los trombones.

### ElsigloXIx
Berlioz y Wagner, más que nadie, contribuyeron a dar al trombón una posición estable; y después de 1860 la popularidad de este instrumento aumentó enormemente. Berlioz se lamentaba en 1843 de que sólo se usara el trombón tenor y no se le diera importancia al trombón bajo.
Al comienzo del siglo XIX la mayoría de los instrumentos de viento-metal sufrieron una importante transformación con la invención del sistema de válvulas. El trombón permaneció con su forma original y no fue modificado. Esto supuso que no se compusiera música para él y excepto en algunos casos (Rimsky-Korsakov, Weber, Guilmant, David) fue utilizado exclusivamente en música para orquesta sinfónica. 
En esa época la mayoría de los instrumentos de viento metal fueron sometidos a importantes cambios con la invención de las válvulas. El trombón de varas fue considerado un instrumento tosco, torpe y la mayoría de los instrumentistas lo abandonaron en favor de la trompa, el trombón de pistones, o la corneta por lo que obras como la Romanza para trombón y piano de Weber fue olvidada durante más de un siglo.
Debido a la invención de las válvulas, en el principio del siglo XVIII, el trombón perdió importancia.
Sin embargo, en Leipzig, se inició una época que devolvió al trombón de nuevo su gran popularidad. En 1815 un trombonista llamado Friedrich August Belcke estaba empleado en la Gewandhaus Orchestra y su debut en ese mismo año fue aclamado de en la Allgmeine Musikalische Zeitung por su virtuosismo y conocimiento del instrumento. Ese año Belcke dejó Leipzig y consiguió trabajo en Berlín. Desde aquí comenzó su carrera como solista con giras que le llevaron por toda Europa.
Aunque Belcke abandonó Leipzig, el trombón siguió ganando gran importancia allí. En 1817 un joven de 17 años llegó a la ciudad al conseguir un trabajo como violinista y trombonista en la Leipzig Stadtmusik. Se llamaba Carl Traugott Queisser. Durante algunos años fue violinista en el Matthäi Quartet y estuvo como líder en la orquesta Euterpe, pero su gran contribución a la música la hizo como trombonista en la Gewandhaus Orchestra, donde trabajó desde 1820 hasta 1843. El debut de Queisser como solista no fue menos exitoso que el de Belcke.
Después de este gran debut, Queisser apareció como solista con la Gewandhaus Orchestra en muchas ocasiones, y creció su fama en Alemania.
Por su gran popularidad y por quedar impresionado al escuchar a Queisser, Mendelssohn (que se convirtió en director principal de la Gewandhaus Orchestra en 1835), le prometió un concierto para trombón, que no compuso al enamorarse de Cécile Jeanrenaud y casarse con ella en 1837, olvidándose del tema. Afortunadamente Mendelssohn no fue el único compositor de Leipzig de esa época. En el primer año en la orquesta, Mendelssohn tenía como maestro a su colega y amigo Ferdinand David. Queisser y David se conocieron y este último prometió a Queisser componer lo que Mendelssohn no tuvo tiempo para realizar: un concierto para trombón. David acabó su concierto para trombón Op.4 en 1837. El estreno de la obra se convirtió en un gran acontecimiento y fue tocado en varias ocasiones, no solo en Alemania sino también en el extranjero. Este concierto fue considerado su mejor trabajo. 
Después de la muerte de Queisser en 1846, el trombón pasó desapercibido en Alemania para el público de música seria durante largo tiempo. Los sucesos de Leipzig , sin embargo, no pasaron desapercibidos para el resto de Europa. Esto hizo que en Francia creciese el interés por este instrumento al tiempo que en Alemania disminuía. En el Conservatorio Superior de París se creó un ambiente muy favorable para el trombón.
Pero aparte de la presentación de Belcke lo que aumentó la popularidad del trombón fue la revolucionaria invención del trombón en F en 1816. Esto fue probablemente lo que inspiró a Carl María von Weber a componer su Romanza para trombón y piano escrita poco después.
La creación de la clase de trombón en el Conservatorio Superior de París hizo aumentar considerablemente el repertorio para trombón. Esta clase se introdujo experimentalmente por Cherubini en 1833 con Félix Vobaron como profesor, la clase se hizo oficial en 1836 siendo dirigida por Antoine Dieppo (1808-1878) hasta 1871. Dieppo, que fue admirado por Berlioz, fue Trombón Solista de la Ópera y Sociedad de Conciertos del Conservatorio. Junto a Frédéric Berr escribió uno de los primeros métodos para trombón. Sus sucesores fueron Saúl Delisse (1817-1888) desde 1871 hasta 1888, seguido de Louis Allard (1852-1940) desde 1888 hasta 1925.
La clase de trombón de pistones se sumó a la de trombón de varas entre los años 1857 y 1870. Los primeros Solos de Concurso para exámenes del Conservatorio fueron escritos en 1838. Son piezas importantes para la evolución del repertorio. Sus autores no fueron conocidos hasta 1842, siendo algunos de los primeros Dieppo, Verroust, Gounod o Bazin. Una importante parte de estos trabajos se ha perdido.
El perfeccionamiento del sistema de válvulas fue lo que causó una revolución en la fabricación de instrumentos musicales. Adolphe Sax (1814-1894) utilizó estos sistemas de válvulas para modificar y crear nuevos instrumentos. El trombón de válvulas supuso en un principio una importante revolución pero progresivamente cayó en desuso. Este trombón poseía seis válvulas independientes que representaban las posiciones de la vara. La complejidad de su técnica y la exageración que hacía de las imprecisiones de la entonación provocó que rápidamente se dejara de utilizar.
A finales del siglo XIX muchos músicos se dieron cuenta de que el extraño y bonito timbre de los instrumentos de metal se había perdido con los instrumentos de válvulas y que las válvulas no mejoraban la técnica de los instrumentos por lo que la popularidad del trombón fue en aumento y el interés por este instrumento creció desde entonces.
Durante el siglo XIX el trombón entró a formar parte de las orquestas sinfónicas. A partir de Berlioz el uso del trombón se hizo necesario para la gran orquesta sinfónica y los compositores más importantes escriben para él. Wagner contribuyó a darle una posición estable.

### ElsigloXX

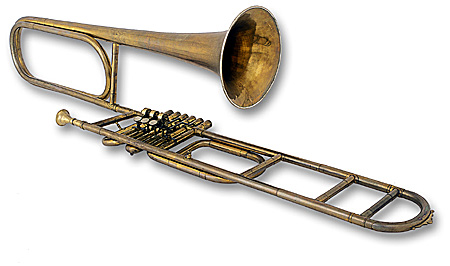
Trombón de cilindros

Es en este siglo cuando los compositores explotaron todas las posibilidades del trombón, no solo en la orquesta (confiándole importantes solos), sino también en su papel como instrumento solista, ya que la literatura para trombón solista ha aumentado considerablemente. 
La mayoría de la música compuesta para trombón se ha producido entre 1940 (fecha en que se escribió la Balada de Martin) y el comienzo del siglo XXI.
Se podría afirmar que el renacimiento del trombón comenzó en los Estados Unidos a comienzos del siglo XX. El trombonista de jazz Jack Teagarden y Arthur Pryor, cada uno en su tipo de música, llevaron el trombón a unos límites antes no conseguidos.
No fue hasta mediados de siglo cuando los compositores clásicos de Estados Unidos comenzaron a escribir formalmente música para trombón como instrumento solista. Los pensamientos de los solistas todavía no influían en los compositores de música seria: la música de Teagarden o de Pryor estaba infravalorada. El jazz era una música para negros, la música de Pryor estaba dedicada a la clase obrera media-baja, mientras que los compositores de música seria componían para grupos de intelectuales.
Es por esto bastante natural que la primera vez que se escribió de manera formal para trombón como instrumento solista lo hiciera un compositor que estuviera interesado en la técnica de la música de jazz, de la música ligera y de la música clásica.

## Repertorio destacado
- Beethoven, Ludwig van - Tríos Iguales
- Berio, Luciano - Sequenza V, para trombón solo (1966)
- Bozza, Eugène - Ballade, para trombón y piano (1944)
- Chávez, Carlos - Concierto para trombón y orquesta (1978)
- David, Ferdinand - Concertino Op. 4, para trombón y piano (1837)
- Debussy, Claude - Romance para trombón y piano
- Dewanger, Anton - Humoresque, para trombón y piano (1954)
- Dubois, Pierre-Max - Cortege, para trombón y piano (1959)
- Dutilleux, Henri - Coral, Cadencia y Fuga, para trombón y piano (1950)
- Fiévet, Paul. - Légende Celtique, para trombón y piano (1965)
- Françaix, Jean - Concierto para trombón y 10 instrumentos de viento (1983)
- Grøndahl, Launy - Concierto para trombón y orquesta (1924)
- Lieb, Richard - Concertino Basso, para trombón bajo y piano (1970)
- Oblitas Bustamante, Miguel - Brass Concert Op. 9, para dos trombones
- Pryor, Arthur - Bluebells of Scotland (1899)
- Rimsky-Korsakov, Nicolai - Concierto para trombón (1877)
- Ropartz, Guy - Pieza para trombón y piano (1908)
- Rota, Nino - Concierto para trombón y orquesta (1966)
- Sain- Saëns, Camille - Cavatina-concierto para trombón y piano (1915)
- Tomasi, Henry - Concierto para trombón y orquesta (1956)
- Weber, Carl Maria von - Romanza para Trombón y piano

## Trombonistas
- Véase la categoría trombonistas